# Sorento
Sorento es una villa ubicada en el condado de Bond en el estado estadounidense de Illinois. En el Censo de 2010 tenía una población de 498 habitantes y una densidad poblacional de 356,07 personas por km².

## Geografía
Sorento se encuentra ubicada en las coordenadas 39°0′0″N 89°34′22″O / 39.00000, -89.57278. Según la Oficina del Censo de los Estados Unidos, Sorento tiene una superficie total de 1.4 km², de la cual 1.4 km² corresponden a tierra firme y (0%) 0 km² es agua.

## Demografía
Según el censo de 2010, había 498 personas residiendo en Sorento. La densidad de población era de 356,07 hab./km². De los 498 habitantes, Sorento estaba compuesto por el 98.8% blancos, el 0% eran afroamericanos, el 0% eran amerindios, el 0.4% eran asiáticos, el 0% eran isleños del Pacífico, el 0% eran de otras razas y el 0.8% pertenecían a dos o más razas. Del total de la población el 0% eran hispanos o latinos de cualquier raza.